# 宗敦一
宗敦一，四川敘州府宜宾县籍江西南昌人，明末清初政治人物。崇祯辛未进士。
崇禎三年庚午科舉人，四年（1631年）联捷辛未科进士。授官旌德縣知縣。崇祯十年行取入京，十一年钦选山东道监察御史，巡视南城、长芦巡盐，十二年巡视北城、皇城四门。累官通政司左通政。清朝入关后，授江南道监察御史，巡按真定、山东。提督順天學政。